# Droit de Culm

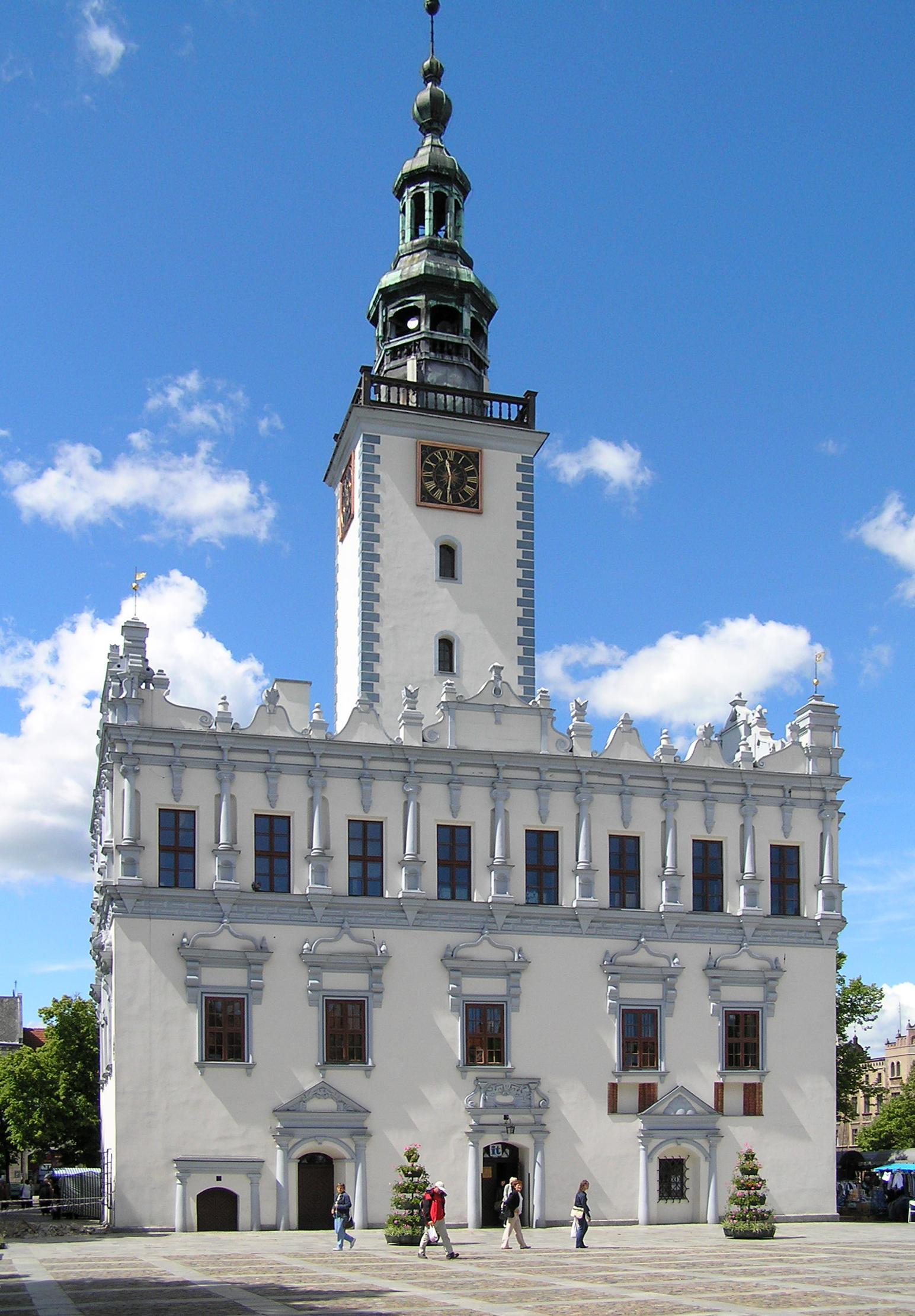
Vue de l’hôtel de ville de Chełmno

Le droit de Culm (en latin : jus Culmense vetus, en polonais Prawo chełmińskie, en allemand Kulmer Recht) était un système de privilèges réciproques accordés au Moyen Âge pour les villes situées dans les terres de l’est. Il est mis en forme par une charte du 28 décembre 1233 établie par les chevaliers teutoniques dans leur État monastique, à l’époque où le grand-maître de l’ordre est Hermann von Salza. Celui-ci, ainsi qu’Hermann von Balk, font modifier le droit de Magdebourg qui était appliqué aux villes, comme à Toruń et à Chełmno, tandis que d’autres régions continuent à être régies par le droit de Saxe dit le « Miroir des Saxons ». La charte est signée à Chełmno dont elle prend le nom, mais elle disparaît dans un incendie de l’hôtel de ville en 1244, alors que le duc de Poméranie, Sviatopolk II, attaque la ville. Les moines chartistes en font une nouvelle copie datée du 1er octobre 1251, d’après un copie demeurée à Toruń, mais les privilèges sont réduits par rapport à la première version. Désormais c’est toute la Prusse qui adopte ce système. Il est inspiré en partie du droit de Magdebourg en ce qui concerne le système juridique et du droit des Flandres en ce qui concerne le système du droit de succession.
Quelques villes en dehors de l’État de l’Ordre teutonique adoptent aussi le droit de Culm. Celles-ci sont situées pour la plupart dans le duché voisin de Mazovie (indépendant de la Pologne, jusqu’en 1525) ; c’est ainsi que le duc de Mazovie fonde des villes qui adoptent immédiatement ce système, comme à Czerch (Weichsel, en allemand). La Pomérélie l’adopte en 1343. La ville de Gdansk se voit accorder en 1224 le droit de Lübeck par le duc de Poméranie, dont elle est la vassale, puis lorsqu’elle passe sous le pouvoir de la Pologne, le roi lui impose le droit de Magdebourg en 1295, avant d’adopter celui de Chełmno près de cinquante ans plus tard.
De plus, des règlements et des dispositions plus importantes sont ajoutés par la suite, indépendamment de l’Ordre. Ce droit est appelé Alte Kulm, mais n’est pas reconnu officiellement par les chevaliers. Il se répand néanmoins presque partout en Prusse à partir de 1400. Ce droit de la Alte Kulm est révisé au XVIe siècle, au moment de l’apparition de la Réforme. D’autres modifications ont lieu au XVIIe siècle et au XVIIIe siècle. Une nouvelle édition revue et corrigée de la Jus Culmense est publiée à Gdansk en 1767 par Bartels.

## Villes ayant adopté le droit de Culm

### Dans les territoires de l’Ordre
- Culm, 1233
- Thorn, 1233
- Marienwerder, 1233
- Memel, 1258
- Königsberg, 1286
- Graudenz, 1291,
- Eylau, 1305
- Zinten, 1313
- Strasbourg de Prusse, 1317
- Löbau, 1326
- Mohrungen, 1327
- Rößel, 1337
- Laudenbourg de Poméranie, 1341
- Dantzig, 1343
- Soldau, 1344
- Tuchel, XIIIe siècle, seconde admission en 1346
- Bütow, 1346
- Allenstein, 1348
- Rastenburg, 1357
- Baldenburg, 1382

### Dans le duché de Mazovie
- Płock, 1237
- Varsovie, 1334
- Bodzanów, 1351[3]
- Nowy Dwór Mazowiecki, 1374
- Magnuszew, 1377
- Różan, 1378
- Gostynin, 1382[4]
- Szreńsk, 1383[5]
- Kuczbork, 1384[6]
- Czersk, 1386[7]
- Nasielsk, 1386[8]
- Wyszogród, 1398[9]
- Ciechanów, 1400[10]
- Radzanów, 1400[11]
- Nowe Miasto nad Pilicą, 1400
- Bieżuń, 1406
- Łomża, 1418
- Nowe Miasto, 1420[12]
- Liw, 1421
- Maków Mazowiecki, 1421
- Garwolin, 1423[13]
- Kolno, 1425
- Tykocin, 1425[14]
- Raciąż, 1425
- Przasnysz, 1427[15]
- Głowno, 1427
- Mława, 1429[16]
- Piaseczno, 1429
- Sochaczew, 1434
- Ostrów Mazowiecka, 1434
- Nowogród, 1434
- Wizna, 1435
- Wąsosz, 1436
- Osmolin, 1439[17]
- Mielnik, 1440[14]
- Bielsk Podlaski, 1440[14]
- Węgrów, 1441[14]
- Głowaczów, 1445
- Nadarzyn, 1453[18]
- Miastków Kościelny, 1472[19]
- Radzymin, 1475
- Wyszków, 1502[20]
- Niedzbórz, 1505
- Stanisławów, 1523
- Siennica, 1526[21]
- Kalabona, 1526

## Normes du droit de Culm

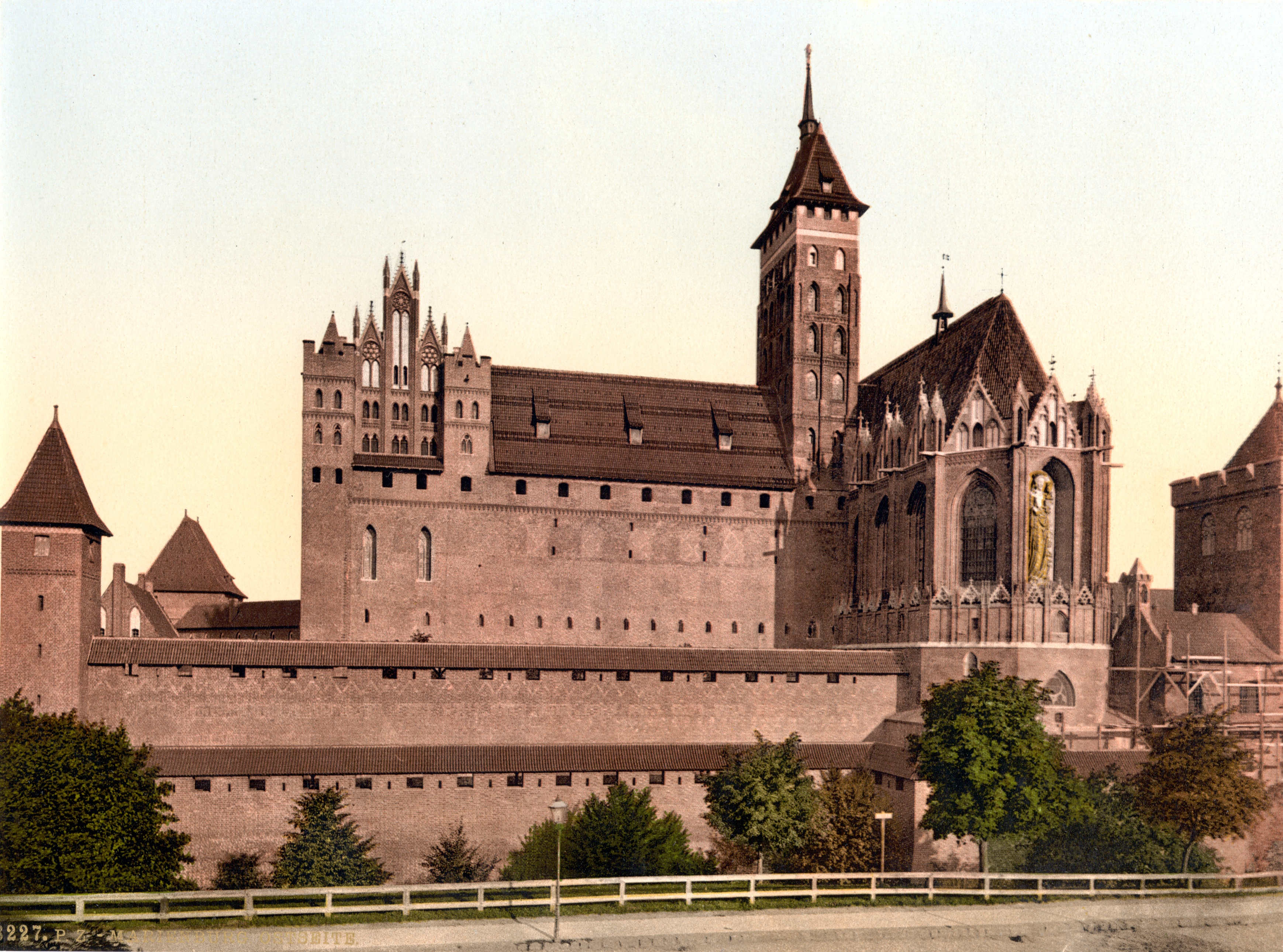
Vue de Marienbourg, centre névralgique de l’État des chevaliers teutoniques

Les relations de droit et les normes entre les villes et l’administration de l’ordre Teutonique permettent de distinguer quatre groupes normatifs.

### Premier groupe
Le premier groupe de normes de droit définit les droits et les obligations des habitants des villes. On y trouve la définition des limites territoriales des villes, des domaines agricoles et des lieux de pêche. Le droit de propriété privée de la terre n’existe pas au début, la terre appartenant à l’Ordre teutonique. Les seigneurs reçoivent la terre de leurs domaines en fief de la part de l’Ordre, en échange du service armé pour défendre l’Ordre et de l’entretien des domaines agricoles qu’ils doivent peupler, faire défricher et assainir au début. Le droit d’occupation de leurs domaines est transmissible aux héritiers. Si la lignée s’éteint, le domaine revient à l’Ordre qui peut le redistribuer. Pour les habitants des villes, il s’agit aussi de la même logique que le droit de Culm précise. Un habitant ne peut être propriétaire d’une parcelle de terre, mais il paye en échange une rente pour l’occuper (n’étant pas soumis au service armé et à l’entretien qui en résulte, réservé aux seigneurs). Peu à peu, l’Ordre s’endettant, pour des besoins de guerre et d’administration, des parcelles gagées finissent par être vendues, et c’est ainsi que les seigneurs agrandissent au fil des ans leurs domaines qui deviennent propriétés privées et que se crée l’embryon d’une noblesse territoriale. Le droit de Culm précise bien que tout achat de terre nécessite forcément le service armé en échange. Plus le territoire est grand, plus le seigneur doit entretenir d’écuyers, de destriers et de matériel de guerre, en proportion de la surface. Si l’habitant de la ville quitte la ville, il doit verser une partie de ses biens à la communauté et il a l’obligation de se mettre au service armé de la ville en cas de guerre. C’est ainsi que peu à peu se crée une classe de bourgeois dans les villes, alors que la paysannerie finit par se fixer sur les terres seigneuriales, avec des servitudes qui ne seront abolies qu’au début du XIXe siècle.

### Deuxième groupe
Le second groupe de normes de droit définit le système jurisprudentiel et délimite les droits juridiques de la communauté et ses relations avec l’Ordre teutonique. Les habitants choisissent eux-mêmes leurs juges chaque année. Le tribunal de la ville définit les amendes ou indemnités qui doivent être payées pour les litiges ou délits commerciaux. Celles-ci sont deux fois moindres que celles fixées par le droit de Magdebourg. Le tribunal d’appel de toutes les instances a son siège à Culm. Les délits et crimes importants sont eux du domaine de l’Ordre et de ses propres tribunaux.

### Troisième groupe
Le troisième groupe de normes précise le statut et les droits de l’Ordre Teutonique qui préside aux commandes de toute la Prusse, car elle lui appartient non seulement en tant qu’État, mais aussi en tant que territoire, avec les richesses naturelles qui en résultent. Le droit de Culm précise notamment les droits de chasse, et le droit de pêche à la senne que l’Ordre entend renforcer. D’autre part l’Ordre se laisse le droit de percevoir des taxes, droits d’octroi ou de douane, une fois la Vistule franchie.
Les droits de l’Ordre sont à ce point détaillés qu’il est précisé que le flanc droit de tout gibier tué par un habitant des villes doit être réservé à l’Ordre...
En revanche l’Ordre ne peut acheter de maison en ville comme placement immobilier, et, selon les legs testamentaires des maisons qu’il reçoit, il doit en conserver la destination première, telle qu’elle est définie par ses habitants précédents.

### Quatrième groupe
Le quatrième groupe concerne surtout les systèmes de mesure, de monnaie, etc. et libère les domaines des chevaliers teutoniques des octrois et des barrières douanières.
Le droit de Culm reste en vigueur jusqu’au XVIe siècle, mais se retrouve néanmoins dans les systèmes postérieurs. Les villes ne perdent pas leurs droits acquis.

## En Pologne
Casimir IV de Pologne voulait faire adopter le droit de Culm aux villes commerçantes de Pologne, mais il n’y parvint qu’en petite partie, à cause de l’hostilité de la petite noblesse terrienne, la Szlachta qui craignait pour ses privilèges (notamment d’achats de terre et de fixation des servitudes). Le droit de Culm est définitivement abandonné en Prusse en 1620, et en Pologne 150 ans plus tard au moment des partitions de la Pologne.